# Anders Linderoth
Anders Linderoth (Kristianstad, 1950. március 21. –) svéd válogatott labdarúgó, edző.

## Pályafutása

### A válogatottban
1972 és 1980 között 40 alkalommal szerepelt a svéd válogatottban és 2 gólt szerzett. Részt vett az 1978-as világbajnokságon.

## Sikerei, díjai

### Játékosként
Östers IF
- Svéd kupa (1): 1977

Egyéni
- Guldbollen (1): 1976

### Edzőként
Stabæk
- Norvég kupa (1): 1998